# Zur Krone (Büttelbronn)

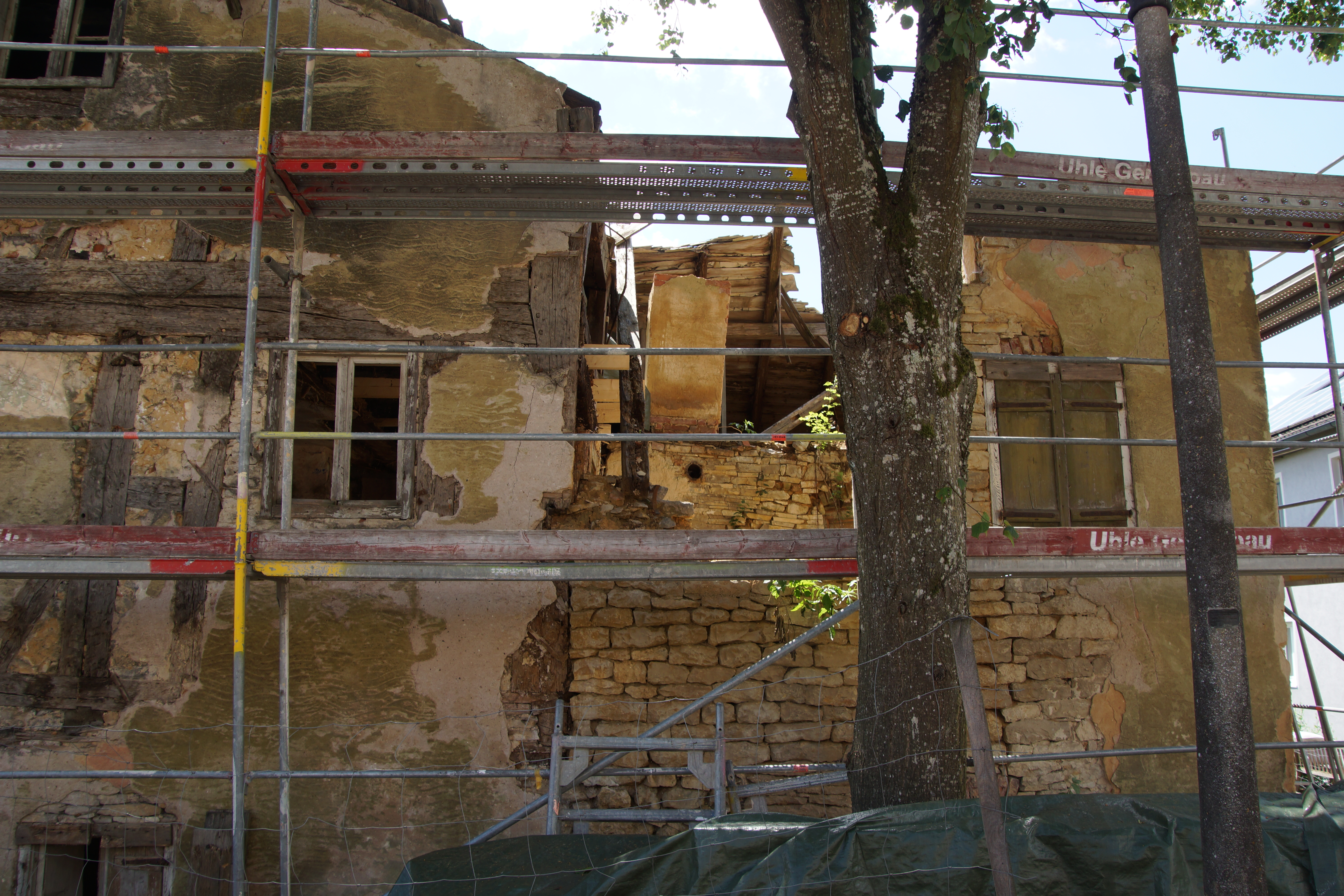
Das Bauwerk im Sommer 2020. Eindeutig ist noch der desolate Zustand der Bausubstanz zu Beginn der Renovierungsarbeiten zu erkennen.

Die ehemalige Brauereigaststätte Zur Krone steht in Büttelbronn, einem Gemeindeteil von Langenaltheim im mittelfränkischen Landkreis Weißenburg-Gunzenhausen. Die dem Verfall preisgegebene Ruine mit der Adresse Dorfstraße 32 ist unter der Denkmalnummer D-5-77-148-35 als Baudenkmal in die Bayerische Denkmalliste eingetragen.

## Geschichte und Baubeschreibung
Das Bauwerk steht an der Dorfstraße des Straßendorfs im südlichen Ortskern unweit der Trinitatiskirche auf einer Höhe von 529 m ü. NHN. Das Jurahaus ist das übriggebliebene Stück eines ehemaligen Dreiseithofes. Das Gebäude ist ein zweigeschossiger Satteldachbau teilweise mit Fachwerk sowie einem Legschieferdach aus Solnhofener Plattenkalk. Daran schließt sich ein Querbau von 1886 an. Der gusseiserne Ofen ist von 1803.
Das Baujahr 1563 ist dendrochronologisch datiert; damit gehört es zu den wenigen Bauwerken der Region, die den Dreißigjährigen Krieg überstanden haben, und zählt damit zu den ältesten noch erhaltenen Jurahäusern. Der frühere Brauereigasthof ist nach dem 1551 erbauten „Goldenen Adler“ in Sausenhofen und vor dem „Hirschen“ in Wettelsheim (1579) vermutlich das zweitälteste Wirtshaus im Landkreis Weißenburg-Gunzenhausen.
Das Gebäude ist seit den 1990er Jahren dem Verfall ausgesetzt. 1999 wurden Scheune, Stall und Remise abgerissen. 2018 wurde der Abriss des Bauwerks genehmigt, jedoch nicht weiter verfolgt. 2020 begannen aufwendige Renovierungsarbeiten.